# 在岸金融中心
在岸金融中心(英語：onshore finance center)与离岸金融中心相对应，意指某一国家或某一独立金融地区的居民间利用本地货币进行交易、贸易结算以及其他一系列金融活动的金融中心，其基本特点是大部分市场交易为本土交易且市场资产以本币计价。